# Michael Pinder
Michael Thomas 'Mike' Pinder (Birmingham, 27 dicembre 1941 – Roseville, 24 aprile 2024) è stato un musicista, tastierista e cantante britannico di rock progressivo.

## Biografia
Fu uno dei fondatori del gruppo rock inglese The Moody Blues. Pubblicato il primo album nel 1965 (trainato dall'hit mondiale "Go now"), a seguito dell'eclissi dello stile Beat - R&B, Pinder decise di acquistare un mellotron (strumento a tastiera in grado di riprodurre il suono di un'intera orchestra), dando il via ad una trasformazione dei Moody Blues in chiave psichedelica. Rilanciato il nome del gruppo, a cavallo tra il 1967 ed il 1972, i Moody Blues inanellarono una serie di album fortunatissimi e Pinder contribuì come autore con le composizioni "Have You Heard - The Voyage", "Melancholy Man", "My Song" e "Lost in a Lost World", tra tutte. Si rivelò l'anima più sperimentale del gruppo, definendone il marchio di fabbrica con il suono del Mellotron.
Dopo il breve scioglimento del gruppo nel 1974, Pinder pubblicò nel '76 l'album "The Promise", riscuotendo un tiepido successo commerciale. Si riunì momentaneamente ai Moody Blues per l'album "Octave" del 1978, abbandonandoli però alla vigilia del tour promozionale, rimpiazzato da Patrick Moraz (già tastierista del gruppo inglese degli Yes).
Da quel momento Pinder scomparve dallo show business per dedicarsi alla famiglia, riemergendo a sorpresa nel 1994 con la pubblicazione di "Among the Stars", album improntato su un pop commerciale. Nei due anni successivi pubblicò due cd di fiabe per bambini (fungendo sia da voce narrante sia da arrangiatore) per la One Step Records, etichetta di sua proprietà. Successivamente si ritirò nuovamente a vita privata, partecipando sporadicamente a qualche esibizione dimostrativa con il mellotron e qualche intervista radiofonica e televisiva.
Visse in America dal 1975 fino alla morte avvenuta il 24 aprile 2024 all'età di 82 anni.

## Discografia solista
- 1976 - The Promise
- 1994 - Among the Stars
- 1995 - A Planet with One Mind
- 1996 - A People with One Heart